# Lestrimelitta rufa
Lestrimelitta rufa là một loài Hymenoptera trong họ Apidae. Loài này được Friese mô tả khoa học năm 1903.